# Salin

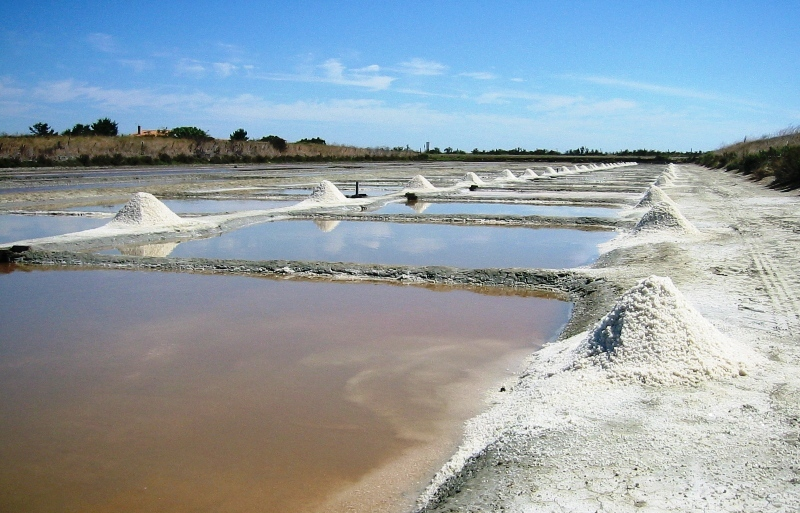
En salin på ön Île de Ré i västra Frankrike.

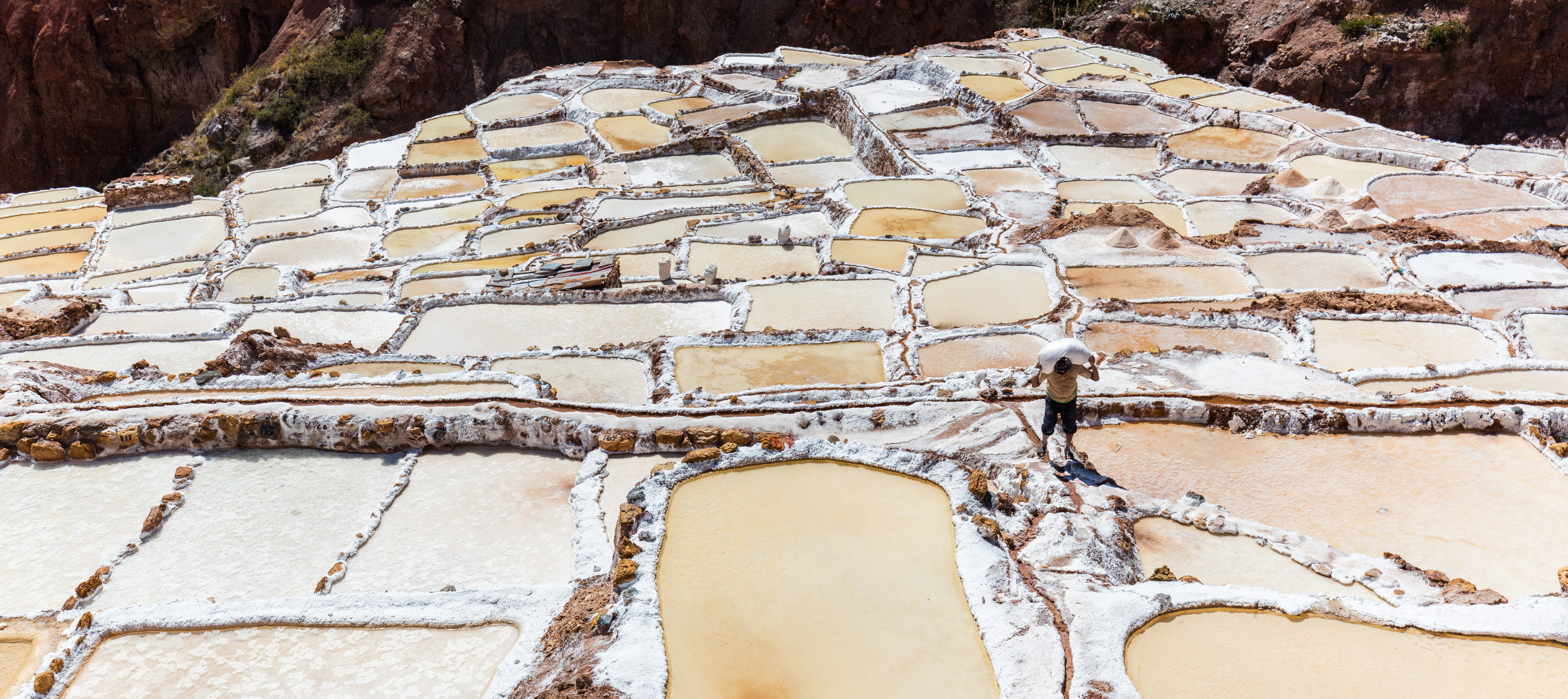
En salin i Peru.

En salin även kallad saltgård är en anläggning för utvinning av havssalt ur havsvatten. Naturliga saltkärl bildas genom geologiska processer, där förångande vatten lämnar efter sig saltavlagringar. Vissa dammar med saltavdunstning är endast något modifierade från sin naturliga version, till exempel dammarna på Great Inagua på Bahamas, eller dammarna i Jasiira, några kilometer söder om Mogadishu, där havsvatten fångas och lämnas för att avdunsta i solen.
Under processen att vinna salt, matas havsvatten eller saltlake in i artificiellt skapade dammar från vilka vatten dras ut genom avdunstning, vilket gör att saltet kan skördas därefter.:517
Dammarna ger också en produktiv vilo- och matplats för många arter av vattenfåglar, bland annat hotade arter. Men den ghananska fiskeriforskaren RoseEmma Mamaa Entsua-Mensah noterade också att saltutvinning kan skada mangroveskogar och lerbottnar, förändra miljön och göra den improduktiv för annan utveckling eller fisktillväxt. Dammarna är vanligtvis åtskilda av vallar. Saltavdunstningsdammar kan också kallas salter, saltverk eller saltpannor.

## Alger och färg

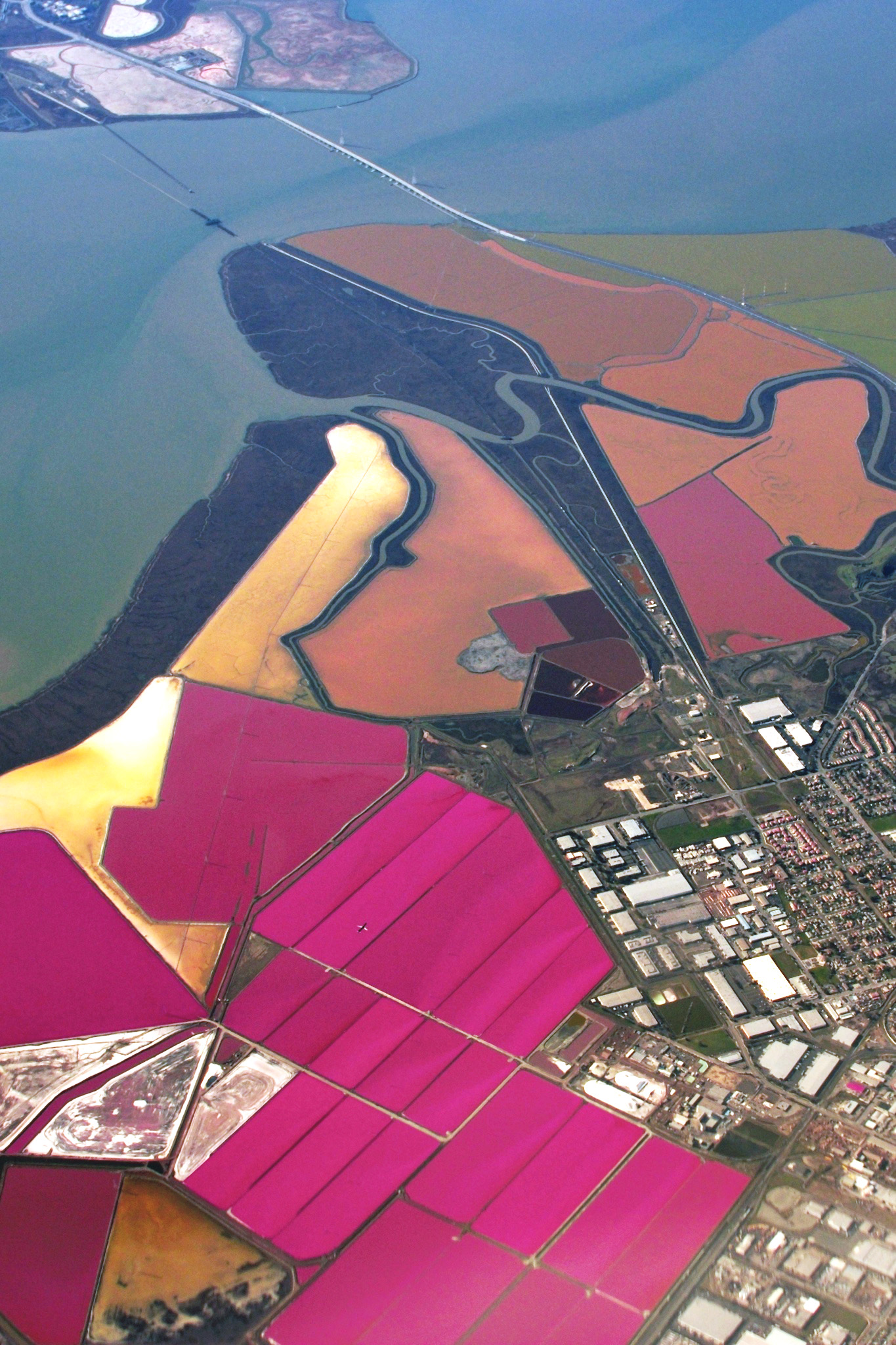
San Francisco Bay saltdammar

På grund av varierande koncentration av alger skapas livfulla färger (från ljusgrönt till klarrött) i avdunstningsdammarna. Färgen anger salthalten i dammarna. Mikroorganismer ändrar dess färgnyans när salthalten i dammen ökar. I dammar med låg till medelhög salthalt är grönalger som Dunaliella salina dominerande, även om dessa alger också kan få en orange nyans. Halobacteria, en typ av halofila Archaea (även känd som Haloarchaea), är orsak till ändrad färg i dammar med medel till hög salthalt till nyanser av rosa, rött och orange. Andra bakterier som Stichococcus bidrar också med nyanser.

## Produktion
Saltpannor är grunda öppna pannor, ofta av metall, som används för att avdunsta saltlake. De finns vanligtvis nära saltkällan. Till exempel finns kärlen som används vid solavdunstning av salt från havsvatten vanligtvis vid kusten, medan de som används för att extrahera salt från lösningsminerad saltlösning finns nära saltlakeschaktet. I det här fallet tillförs ofta extra värme genom att elda under pannan.

## Bildgalleri

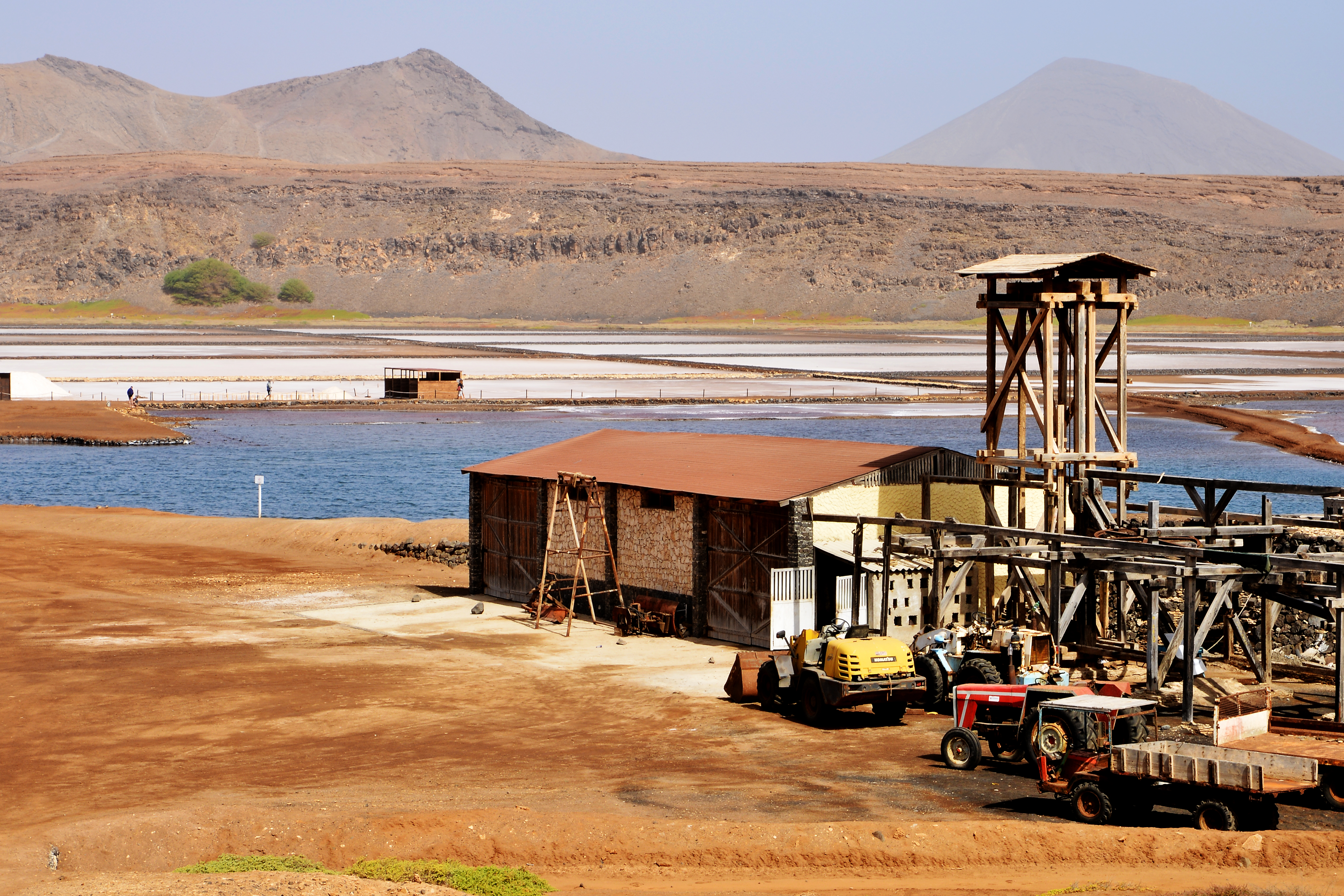
Naturliga saltavdunstningdammar vid Pedra de Lume, ön Sal, Kap Verde.
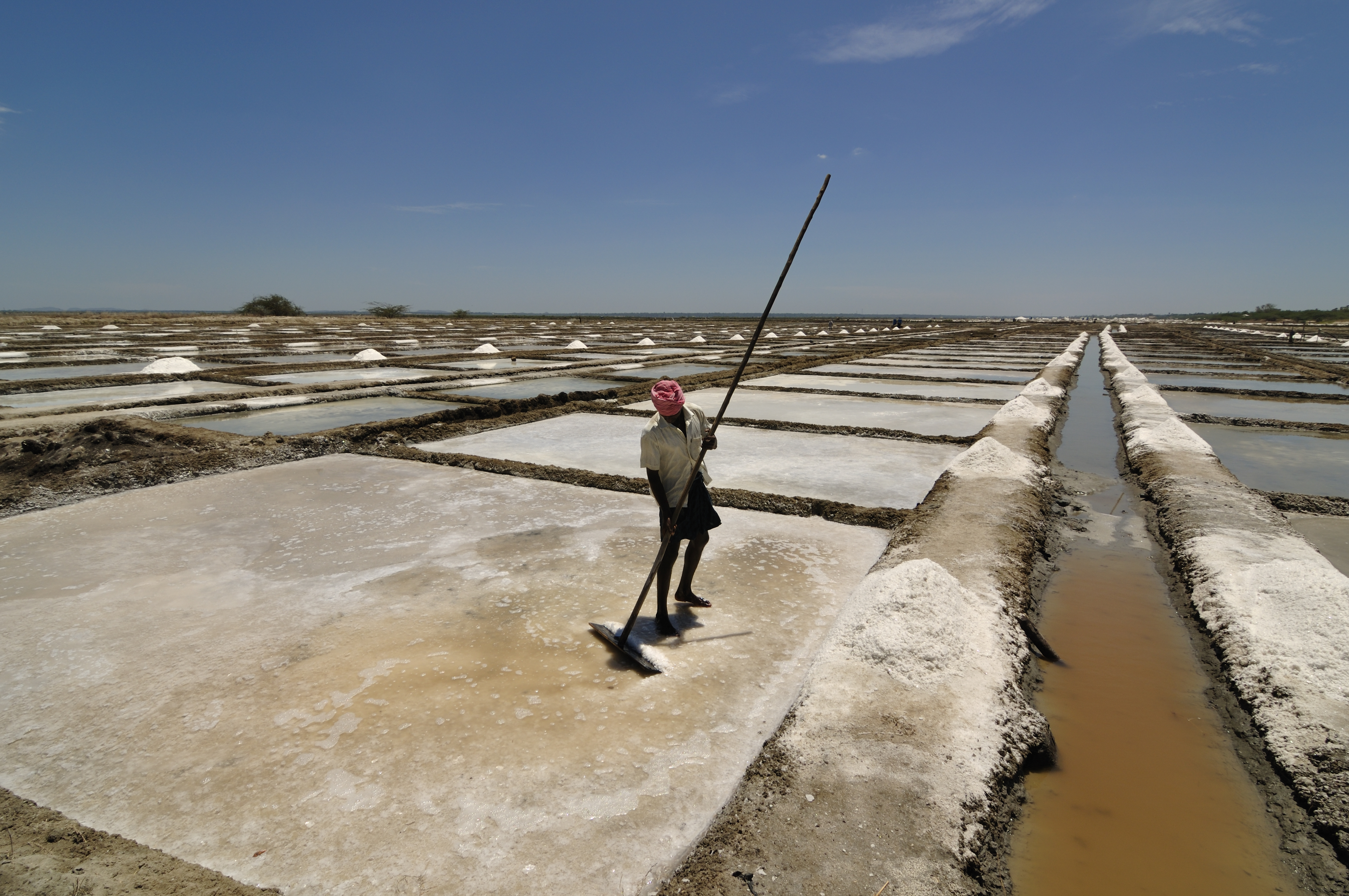
En saltpannaarbetare i en saltavdunstningdamm i Tamil Nadu, Indien.
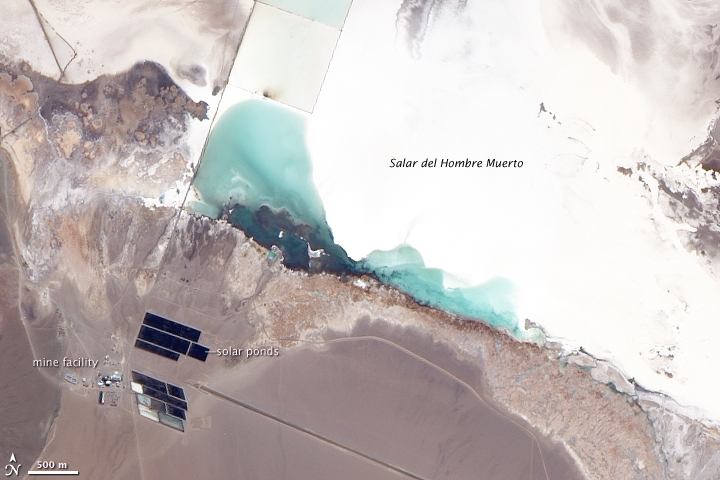
Saltavdunstningsdammar vid en litiumgruva i Argentina. Saltlaken i denna salar är rik på litium, och gruvan koncentrerar saltlaken i dammarna.
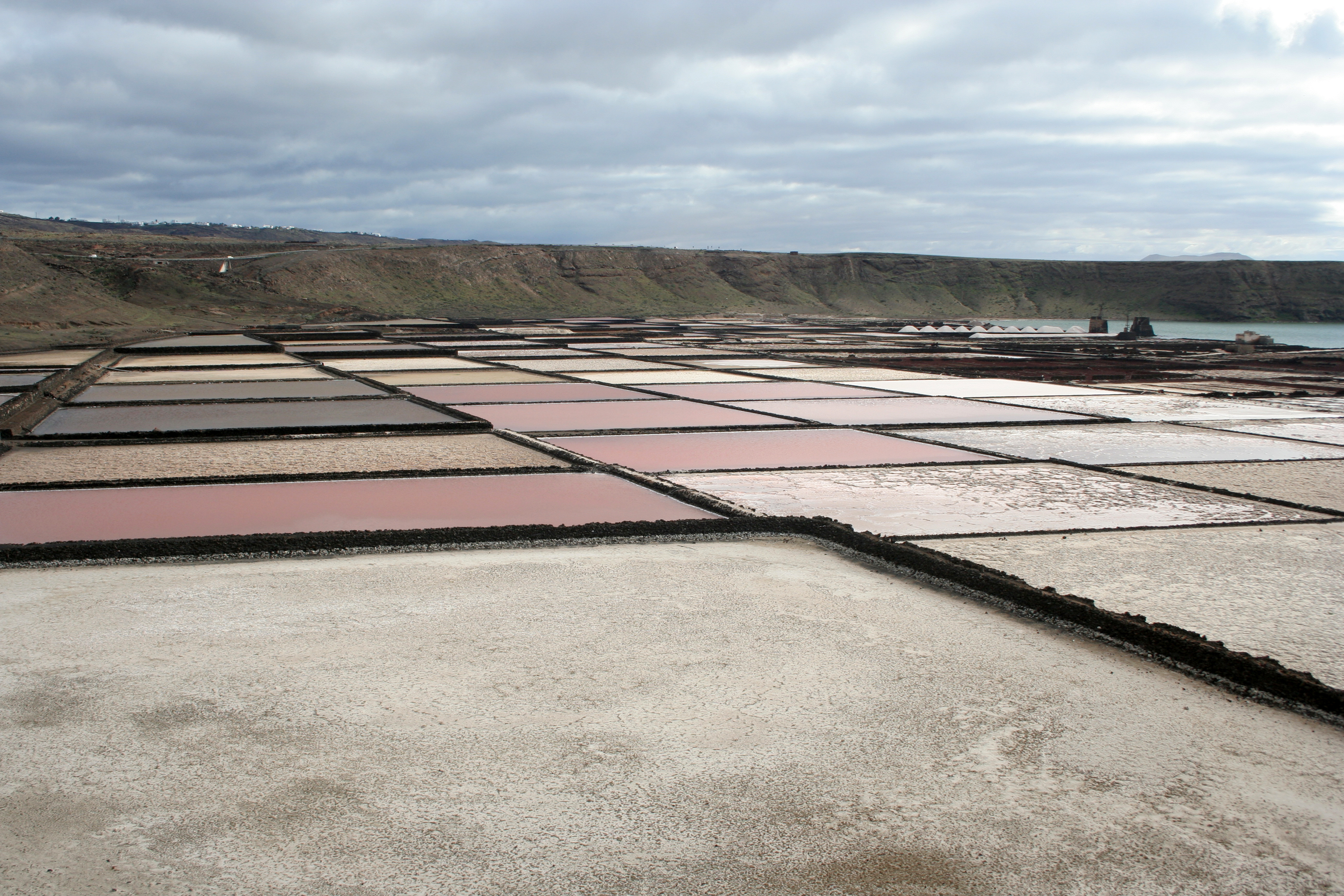
Samtida solavdunstning saltpannor på ön Lanzarote vid Salinas de Janubio.
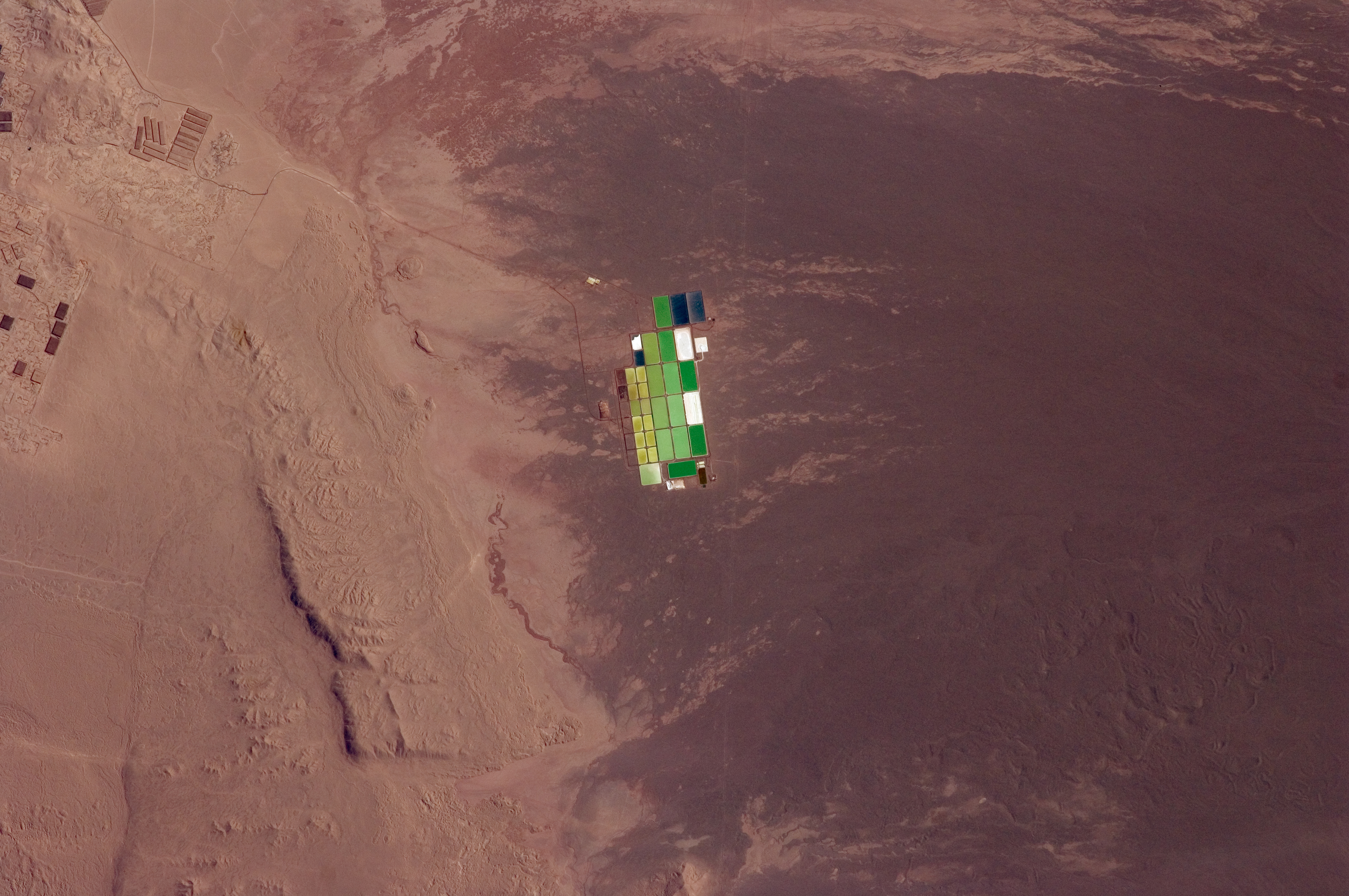
Solar evaporation ponds in the Atacamaöknen
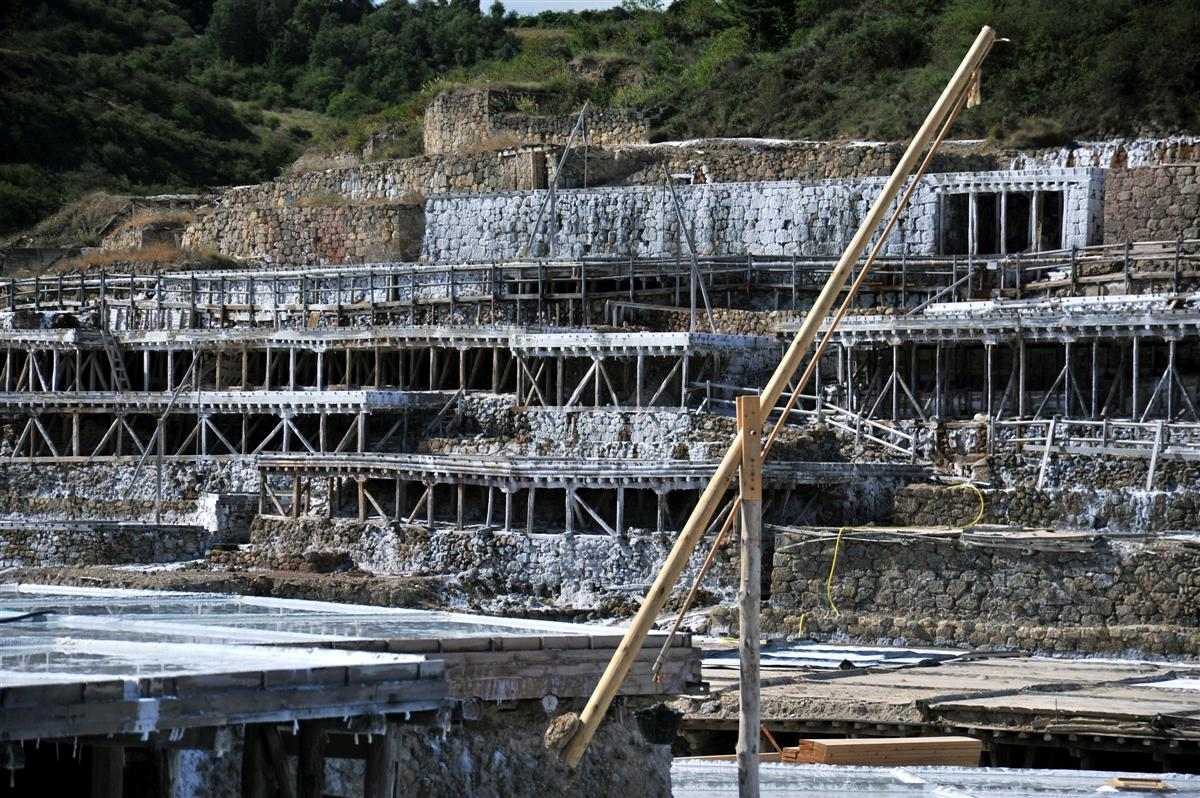
Solavdunstningsdammar i Saltdalen i Añana, Spanien.
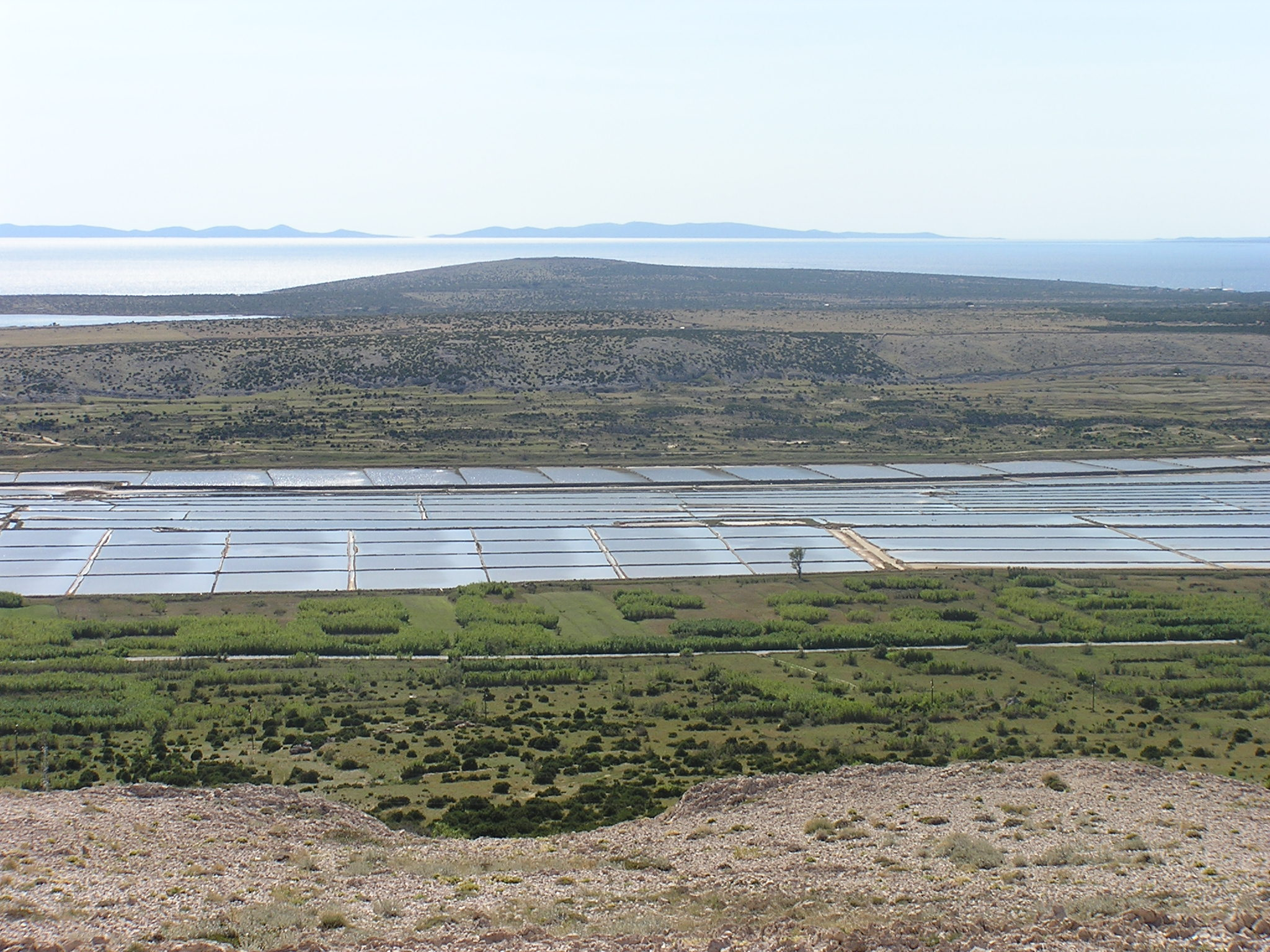
Saltavdunstningdammar vid Pag, Kroatien.
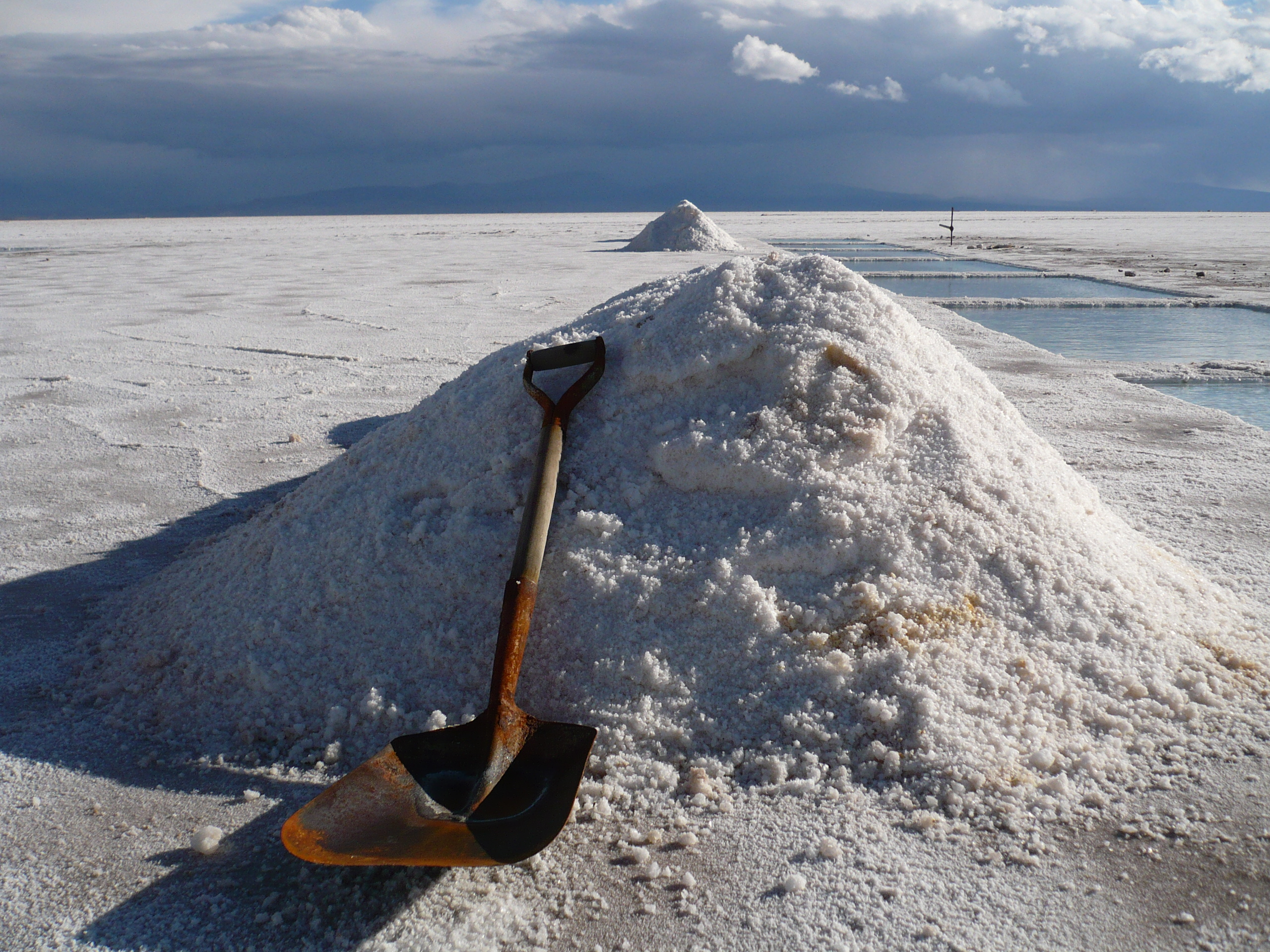
Salthög i Argentina.